# يوليوس إبستاين
يوليوس إبستاين (بالألمانية: Julius Epstein)‏ هو أستاذ جامعي ومؤرخ وصحفي نمساوي، ولد في 26 ديسمبر 1901 في فيينا في النمسا، وتوفي في 3 يوليو 1975 في بالو ألتو في الولايات المتحدة.